# Pseudoxyomus intrusus
Pseudoxyomus intrusus är en skalbaggsart som beskrevs av Louis Albert Péringuey 1901. Pseudoxyomus intrusus ingår i släktet Pseudoxyomus och familjen Aphodiidae. Inga underarter finns listade i Catalogue of Life.